# Challenger de Guangzhou 2014
El torneo ATP Challenger Guangzhou 2014, fue un torneo profesional de tenis. Perteneció al ATP Challenger Tour 2014. Se disputó su 3ª edición sobre superficie dura, en Guangzhou, China entre el 24 de febrero y el 2 de marzo de 2014.

## Jugadores participantes del cuadro de individuales
| Favorito | País                 | Jugador         | Rank1 | Posición en el torneo |
| -------- | -------------------- | --------------- | ----- | --------------------- |
| 1        | Bandera de Japón     | Go Soeda        | 138   | Semifinales           |
| 2        | Bandera de Eslovenia | Blaž Rola       | 152   | CAMPEÓN               |
| 3        | Bandera de Japón     | Tatsuma Ito     | 153   | Primera ronda         |
| 4        | Bandera de Japón     | Yūichi Sugita   | 164   | FINAL                 |
| 5        | Bandera de Moldavia  | Radu Albot      | 165   | Primera ronda         |
| 6        | Bandera de Japón     | Hiroki Moriya   | 166   | Segunda ronda         |
| 7        | Bandera de Italia    | Thomas Fabbiano | 181   | Primera ronda         |
| 8        | Bandera de Alemania  | Andreas Beck    | 170   | Baja                  |

| Posición en el torneo   |
| ----------------------- |
| Primera y segunda ronda |
| Cuartos de final        |
| Semifinales             |
| FINAL                   |
| CAMPEÓN                 |

- 1 Se ha tomado en cuenta el ranking del 17 de febrero de 2014.

### Otros participantes
Los siguientes jugadores recibieron una invitación (wild card), por lo tanto ingresan directamente al cuadro principal (WC):
- Gao Xin
- Liu Siyu
- Ouyang Bowen
- Wang Chuhan

Los siguientes jugadores ingresan al cuadro principal tras disputar el cuadro clasificatorio (Q):
- Toshihide Matsui
- Gong Maoxin
- Louk Sorensen
- Michael Venus

Los siguientes jugadores ingresan al cuadro principal con ranking protegido (PR):
- Izak van der Merwe

Los siguientes jugadores ingresan al cuadro principal como perdedores afortunados (LL):
- Riccardo Ghedin

## Jugadores participantes en el cuadro de dobles

### Cabezas de serie
| Favorito | País                    | Jugador            | País                     | Jugador              | Rank1 | Posición en el torneo |
| -------- | ----------------------- | ------------------ | ------------------------ | -------------------- | ----- | --------------------- |
| 1        | Bandera de Tailandia    | Sanchai Ratiwatana | Bandera de Tailandia     | Sonchat Ratiwatana   | 204   | CAMPEONES             |
| 2        | Bandera de Australia    | Matt Reid          | Bandera de Nueva Zelanda | Michael Venus        | 217   | Primera ronda         |
| 3        | Bandera de China Taipéi | Ti Chen            | Bandera de Austria       | Maximilian Neuchrist | 270   | Semifinales           |
| 4        | Bandera de Italia       | Riccardo Ghedin    | Bandera de Italia        | Claudio Grassi       | 290   | Cuartos de final      |

- 1 Se ha tomado en cuenta el ranking del 3 de febrero de 2014.

## Campeones

### Individual Masculino
- Blaž Rola derrotó en la final a  Yūichi Sugita, 6-74, 6-4, 6-3

### Dobles Masculino
- Sanchai Ratiwatana /  Sonchat Ratiwatana derrotaron en la final a  Lee Hsin-han /  Amir Weintraub, 6–2, 6–4